# Erium comosum
Erium comosum är en insektsart som beskrevs av De Lotto 1969. Erium comosum ingår i släktet Erium och familjen ullsköldlöss. Inga underarter finns listade i Catalogue of Life.